# 存流
存流（ある、ARU）は、日本の歌手、バーチャルシンガー。SINSEKAI STUDIO所属。
2024年4月9日に開催された「Albemuth 1st ONE-MAN LIVE『罪と楽園』」を最後にアーティスト活動を終了した。
2024年8月現在でもファンアートが作られ続けており、ファンからの愛は衰えない。

## 概要
ピアノのように繊細で、透明感のある歌声。

複雑な感情を音楽で言語化するために、ふわふわと日々思考している女の子。—KAMITSUBAKI STUDIO 公式ウェブサイト
2021年6月にデビューした、SINSEKAI STUDIO初のバーチャルシンガー。
囁くようなウィスパーボイスとピアノのように繊細で透明感のある歌声が魅力の少女。
キャラクターデザインはイラストレーターの米山舞が担当。
初のオリジナルソング「さよなら」のMVは約5ヶ月で100万回再生を突破し、2023年9月現在では170万回再生を超えている。
同じくSINSEKAI STUDIOに所属しているバーチャルシンガーの明透は自分の後にデビューしたアーティストで、存流にとっては妹的な存在。2022年11月以来、2人で「Albemuth」（アルベマス）というユニットを組んでいる。
2024年4月9日、Albemuth 1st ONE-MAN LIVE「罪と楽園」をもってKAMITSUBAKI STUDIOを卒業した。

## 来歴
2021年
- 6月20日、自身のYouTubeチャンネルに初めて動画を投稿。
- 8月14日、1stオリジナル楽曲「さよなら」を公開。

2022年
- 6月19日、活動1周年記念として、自身初となるカバーライブ「むーんらいとLIVE」をYoutube Liveにて開催。
- 7月2日、xR ARTIST SUPER FES 2022へ、明透とのユニット「存流＆明透」として出演。同日には存流＆明透としてのオリジナル楽曲「赤い洗礼」「新世界へ」のMVが公開され、翌日に両曲とも配信リリースされた。
- 11月19日、明透とのユニット「Albemuth」の結成を公表。

2023年
- 2月25日、明透とのTWO-MAN LIVE「Albemuth」をオンラインにて開催。

## 出演

### イベント
- VALIS 1st ONE-MAN LIVE「拡張メタモルフォーゼ」（2021年11月23日） - YouTube、ゲスト出演
- 存流 カバーライブ「むーんらいとLIVE」（2022年6月19日）- YouTube[7]
- xR ARTISTS SUPER FES 2022（2022年7月2日） - オンライン配信、「存流＆明透」として[8]
- 明透 カバーライブ「サンライトLIVE」（2022年8月28日） - YouTube、ゲスト出演
- SINSEKAI SPECIAL COVER LIVE（2022年11月19日） - YouTube
- 存流・明透 TWO-MAN LIVE 「Albemuth」（2023年2月25日） - Z-aN
- 花譜 3rd ONE-MAN LIVE「不可解参(想)」（2023年3月4日） - 日本武道館、「Albemuth」としてゲスト出演[12]
- KAMITSUBAKI FES '23 <DAY2-カオスのひ>（2023年3月31日） - 豊洲PIT、「Albemuth」として
- 明透 カバーライブ「サンライトLIVE2」（2023年8月26日） - YouTube、ゲスト出演

### ゲーム
- 神椿市建設中。（2025年、天祢亜留）

## ディスコグラフィ

### オリジナル楽曲
| タイトル           | 公開日         | 配信日         | 作詞・作曲・編曲                    | ミュージックビデオ |
| ------------------ | -------------- | -------------- | ----------------------------------- | --- |
| さよなら           | 2021年8月14日  | 2022年5月6日   | 水野あつ                            | Direction: Matsuda (TWO WAIDEE/FUETE) Illustration: 米山舞 3DCG/Motion graphics: Naoya Nishikubo Title design/Graphic design: Seita Takahashi (FUETE), Hirotoshi Ikewaki (FUETE) |
| いんさいどぐるうゔ | 2022年2月15日  | 2022年5月6日   | みきとP                             | Directer: koshi-kun Illustration: Warabi Inoue Graphic design: nio |
| まってるよ         | 2022年4月2日   | 2022年5月6日   | MIMI                                | Direction: アカイユウ Graphic & Typography design: 玉野ハヅキ Illustration: 陽子                                                                                                 |
| あふれる           | 2021年7月4日   | 2022年7月6日   | 作詞：牛肉 作曲・編曲：雄之助       | Direction: みなも Illustration: 木澄玲生 Typography design: 岩佐トモタカ |
| あおいゆめ         | 2022年12月28日 | 2022年12月28日 | 作詞：祭日ハネダ 作曲・編曲：HiFi-P | Direction: Cube（Hifumi,inc.） Illustration: 木澄玲生 Typography design: すとろぼ                                                                                                |
| つきかげ           | 2023年4月19日  |                | Feryquitous                         | Director: Takashi Sakurai, Satoru Ohno Title & Lyric Designer: Bachi Producer: Hideyuki Negishi (THINKR) Assistant Producer: Kentaro Iwaki (THINKR)                              |
| しるし             | 2023年6月21日  | 2023年6月21日  | Wiz_nicc                            | Direction: まるいち Illustration: 雪杜 Animation: りたお Typography: すとろぼ |